# XVIIIe siècle en droit
Le XVIIIe siècle (18e siècle) a commencé le 1er janvier 1701 et s'est achevé le 31 décembre 1800.

## Calendrier

### Liste des années duXVIIIesiècle
1701 en droit • 1702 en droit • 1703 en droit • 1704 en droit • 1705 en droit
1706 en droit • 1707 en droit • 1708 en droit • 1709 en droit • 1710 en droit

1711 en droit • 1712 en droit • 1713 en droit • 1714 en droit • 1715 en droit
1716 en droit • 1717 en droit • 1718 en droit • 1719 en droit • 1720 en droit

1721 en droit • 1722 en droit • 1723 en droit • 1724 en droit • 1725 en droit
1726 en droit • 1727 en droit • 1728 en droit • 1729 en droit • 1730 en droit

1731 en droit • 1732 en droit • 1733 en droit • 1734 en droit • 1735 en droit
1736 en droit • 1737 en droit • 1738 en droit • 1739 en droit • 1740 en droit

1741 en droit • 1742 en droit • 1743 en droit • 1744 en droit • 1745 en droit
1746 en droit • 1747 en droit • 1748 en droit • 1749 en droit • 1750 en droit

1751 en droit • 1752 en droit • 1753 en droit • 1754 en droit • 1755 en droit
1756 en droit • 1757 en droit • 1758 en droit • 1759 en droit • 1760 en droit

1761 en droit • 1762 en droit • 1763 en droit • 1764 en droit • 1765 en droit
1766 en droit • 1767 en droit • 1768 en droit • 1769 en droit • 1770 en droit

1771 en droit • 1772 en droit • 1773 en droit • 1774 en droit • 1775 en droit
1776 en droit • 1777 en droit • 1778 en droit • 1779 en droit • 1780 en droit

1781 en droit • 1782 en droit • 1783 en droit • 1784 en droit • 1785 en droit
1786 en droit • 1787 en droit • 1788 en droit • 1789 en droit • 1790 en droit

1791 en droit • 1792 en droit • 1793 en droit • 1794 en droit • 1795 en droit
1796 en droit • 1797 en droit • 1798 en droit • 1799 en droit • 1800 en droit